# Oña
Oña est une commune d’Espagne, dans la province de Burgos, communauté autonome de Castille-et-León.

## Histoire
- Monastère de San Salvador de Oña

## Jumelage
Avec la commune française de Seiches-sur-le-Loir.